# Девід Ганґейт
Девід Ганґейт (англ. David Hungate; 5 серпня 1948) — американський музикант, аранжувальник, саунд-продюсер, найбільш відомий як оригінальний учасник і бас-гітарист рок-групи «Toto» (з 1977 по 1982 рік).

## Біографічні відомості
Девід Ганґейт закінчив Північно-Техаський музичний коледж. Першим колективом Левіда став «One O'Clock Lab Band», де він грав на басу. Цей колектив виступив на джазовом фестивалі у Монтре, в Швейцарії, у 1970 році.
Він є сином покійного конгресмена США (який потім став Федеральним Окружним суддєю) Вільяма Ганґейта.
Він грав на перших чотирьох альбомах групи «Toto», в тому числі — на альбомах Toto та Toto IV, які здобули премії Греммі. Під час студійних сесій, він — крім басу, також грав на акустичній гітарі та трубі. Девід залишив колектив одразу після запису Toto IV, (його замінив Майк Поркаро), щоб продовжити свою кар'єру студійного музиканта в Нешвіллі.
Як студійний музикант він протягом своєї кар'єри також з'явилися на численних записах відомих артистів, у тому числі: Браян Адамс, Шер, Еліс Купер, Ніл Даймонд, Девід Фостер, Тед Gärdestad, Доллі Партон, The Pointer Sisters, Lee Ritenour, Steely Dan, Барбра Стрейзанд, Ренді Тревіс, Chet Atkins і Шанайя Твейн.
У 1994 він записав і видав свій єдиний студійний альбом під назвою Souvenir. На цьому запису, також відмітилися колишні одногрупники Девіда по «Toto» (Лукатер та ін).